# Yoo Myung-Sik
Yoo Myung-Sik es un deportista surcoreano que compitió en taekwondo. Ganó dos medallas de oro en el Campeonato Mundial de Taekwondo, en los años 1985 y 1987.

## Palmarés internacional
| Campeonato Mundial | Campeonato Mundial   | Campeonato Mundial | Campeonato Mundial |
| Año                | Lugar                | Medalla            | Categoría          |
| ------------------ | -------------------- | ------------------ | ------------------ |
| 1985               | Seúl (Corea del Sur) | Medalla de oro     | –58 kg             |
| 1987               | Barcelona (España)   | Medalla de oro     | –58 kg             |